# ماكس ايفيشن
ماكس ايفيشن (بالأوكرانية: Максиміліан Левчин) (بالإنجليزية: Max Rafael Levchin) ، من مواليد 11 يوليو سنة 1975م ، وهو مبرمج أمريكي محترف من أصل أوكراني ، كان أحد أهم مؤسسي باي بال.

## سيرته
ولد ماكس في كييف عاصمة مقاطعة أوكرانيا ونشأ بعائلة يهودية في زمن الاتحاد السوفيتي ، أنتقل إلى الولايات المتحدة كلاجئ سياسي.
استقر ماكس في مدينة شيكاغو عام 1991م ، ودخل ثانوية ستيفن تينغ ميثر ، ومن ثم ذهب جامعة إلينوي في إربانا-شامبين لدراسة علوم الحاسب الآلي ، وفي عام 1997م شارك في تأسيس شركتين تدعم وتطور برامج الإنترنت .